# 生活協同組合パルシステム千葉
生活協同組合パルシステム千葉（せいかつきょうどうくみあいパルシステムちば）は、千葉県船橋市に本部をおく生活協同組合。パルシステム生活協同組合連合会に加盟。
組合員数は165,002人（2007年3月）。

## 沿革
- 1947年（昭和22年）- 野田醤油生活協同組合設立。
- 1975年（昭和50年）- 柏市民生活協同組合設立。
- 1976年（昭和51年）- 下総生活協同組合・花見川生活協同組合設立。
- 1990年（平成2年）- 上記4生協が首都圏コープ事業連合（現・パルシステム生活協同組合連合会）に加盟する
- 1992年（平成4年）- 柏市民、下総、花見川の3生協合併し、エルコープとなる。
- 1993年（平成5年）- 野田醤油生活協同組合がコープのだに名称変更。
- 2002年（平成14年）- エルコープ及びコープ野田が合併し、生活協同組合エルとなる。
- 2007年（平成19年）- 生活協同組合パルシステム千葉に名称変更

## 店舗一覧
- のだ中根店（野田市）
- 共同購入、個人購入の配達・受付を行うセンターおよびキューブが合わせて9ヶ所ある（千葉市・柏市・野田市・印西市・市川市・習志野市・東金市・館山市）。
- 介護・福祉サービスを行う事業所が7ヶ所（松戸市・野田市・市川市・船橋市）